# Civilian War Memorial
Civilian War Memorial, właśc. Memorial to the Civilian Victims of the Japanese Occupation 1942–1945 – pomnik w Singapurze, zlokalizowany w War Memorial Park przy Beach Road w centralnej części miasta, odsłonięty w 1967 roku, upamiętniający Singapurczyków, którzy stracili życie w czasie japońskiej okupacji w latach 1942–1945.

## Historia
15 lutego 1942 roku japoński generał Tomoyuki Yamashita przyjął bezwarunkową kapitulację brytyjskiego garnizonu Singapuru. Trzy dni później Japończycy rozpoczęli zakrojoną na szeroką skalę „akcję oczyszczającą”, wymierzoną w chińską diasporę. Wszystkim chińskim mężczyznom w wieku od 18 do 50 lat rozkazano stawić się na punktach zbornych w celu rejestracji oraz weryfikacji tożsamości. Tych, których uznano za „antyjapońskie elementy”, wywożono w odludne miejsca i mordowano. Masakra trwała do 3 marca i przeszła do historii pod nazwą sook ching („czystka”). Według źródeł japońskich zamordowano wtedy od 2 tys. do 10 tys. singapurskich Chińczyków. Z kolei według źródeł chińskich liczba ofiar mogła sięgnąć nawet 50–60 tys.
W lutym 1962 roku w dzielnicy Siglap we wschodniej części Singapuru, w miejscu znanym jako „dolina łez”, przypadkowo odnaleziono masowe groby kryjące szczątki ofiar sook ching. Odkrycie to głęboko poruszyło chińską społeczność. Z inicjatywy Chińskiej Izby Handlowej rozpoczęto poszukiwania i ekshumacje kolejnych masowych mogił. Jednocześnie Izba wystąpiła z inicjatywą budowy pomnika w „dolinie łez”, upamiętniającego ofiary sook ching, a także okazałego cmentarza, na którym zamierzano pogrzebać odnalezione szczątki zamordowanych. Zażądano również oficjalnych przeprosin i wypłacenia odszkodowań przez rząd Japonii.
Autonomiczny rząd Singapuru, na którego czele stał Lee Kuan Yew, nie mógł zignorować żądań chińskiej społeczności – tym bardziej, że poparła je także będąca w opozycji prokomunistyczna partia Barisan Sosialis. Premier obawiał się jednak, że położenie nacisku na martyrologię Chińczyków zwiększy napięcia na tle etnicznym i storpeduje jego wysiłki na rzecz budowy singapurskiej tożsamości narodowej. W konsekwencji stanął na stanowisku, że działania upamiętniające muszą mieć na celu oddanie hołdu wszystkim cywilnym ofiarom japońskiej okupacji – bez względu na ich pochodzenie etniczne. Pod jego naciskiem Chińska Izba Handlowa zgodziła się zrezygnować z budowy pomnika i cmentarza w Siglap. Jako nową lokalizację wskazano Beach Road w ścisłym centrum miasta. Pod budowę pomnika i otaczającego go parku wydzielono tam fragment terenu o powierzchni 1,8 hektara, położony naprzeciwko ówczesnego kampusu szkoły średniej Raffles Institution. Pomnik miał w założeniu upamiętniać ofiary wszystkich narodowości, stąd pozbawiono go chińskich akcentów.
Konkurs na projekt pomnika i parku zwyciężyło biuro architektoniczne „Swan and Maclaren”. Autorem zwycięskiego projektu był singapurski architekt Leong Swee Lim. Koszt budowy wyniósł 750 tys. dolarów. Połowę tej kwoty pokrył rząd Singapuru, a drugą połowę – Chińska Izba Handlowa.
Ceremonia odsłonięcia pomnika odbyła się 15 lutego 1967 roku, blisko półtora roku po uzyskaniu niepodległości przez Singapur. Wziął w niej udział premier Lee Kuan Yew, a modlitwy odmówili duchowni reprezentujący największe religie wyznawane przez mieszkańców miasta-państwa (islam, buddyzm, chrześcijaństwo, hinduizm, judaizm, sikhizm, zaratusztrianizm). Wśród zgromadzonych na uroczystości mieszkańców dominowali jednakże Chińczycy.
W 2013 roku Civilian War Memorial uzyskał status singapurskiego pomnika narodowego (National Monument).

## Opis

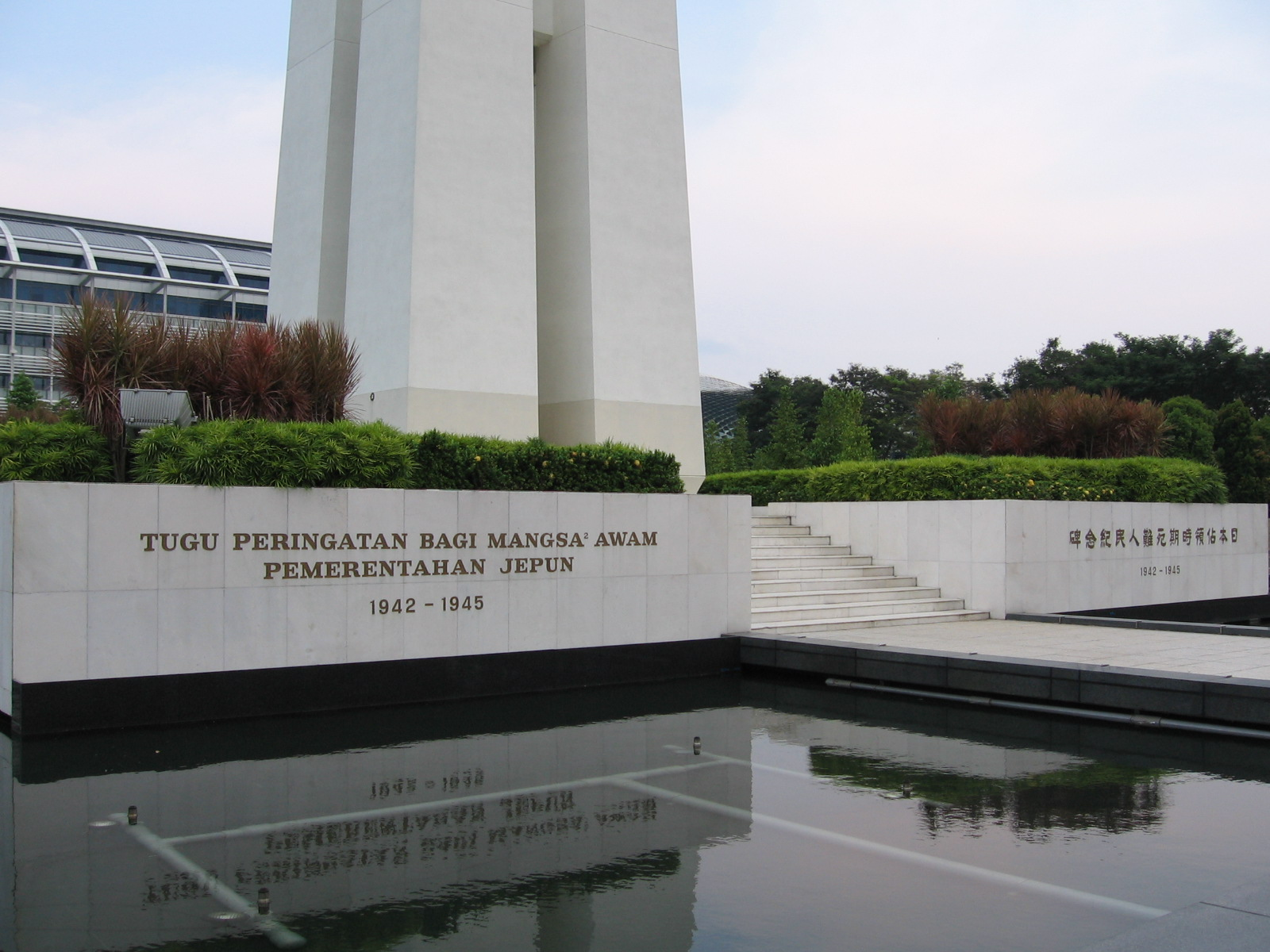
Inskrypcja w językach malajskim i mandaryńskim znajdująca się u podstawy pomnika

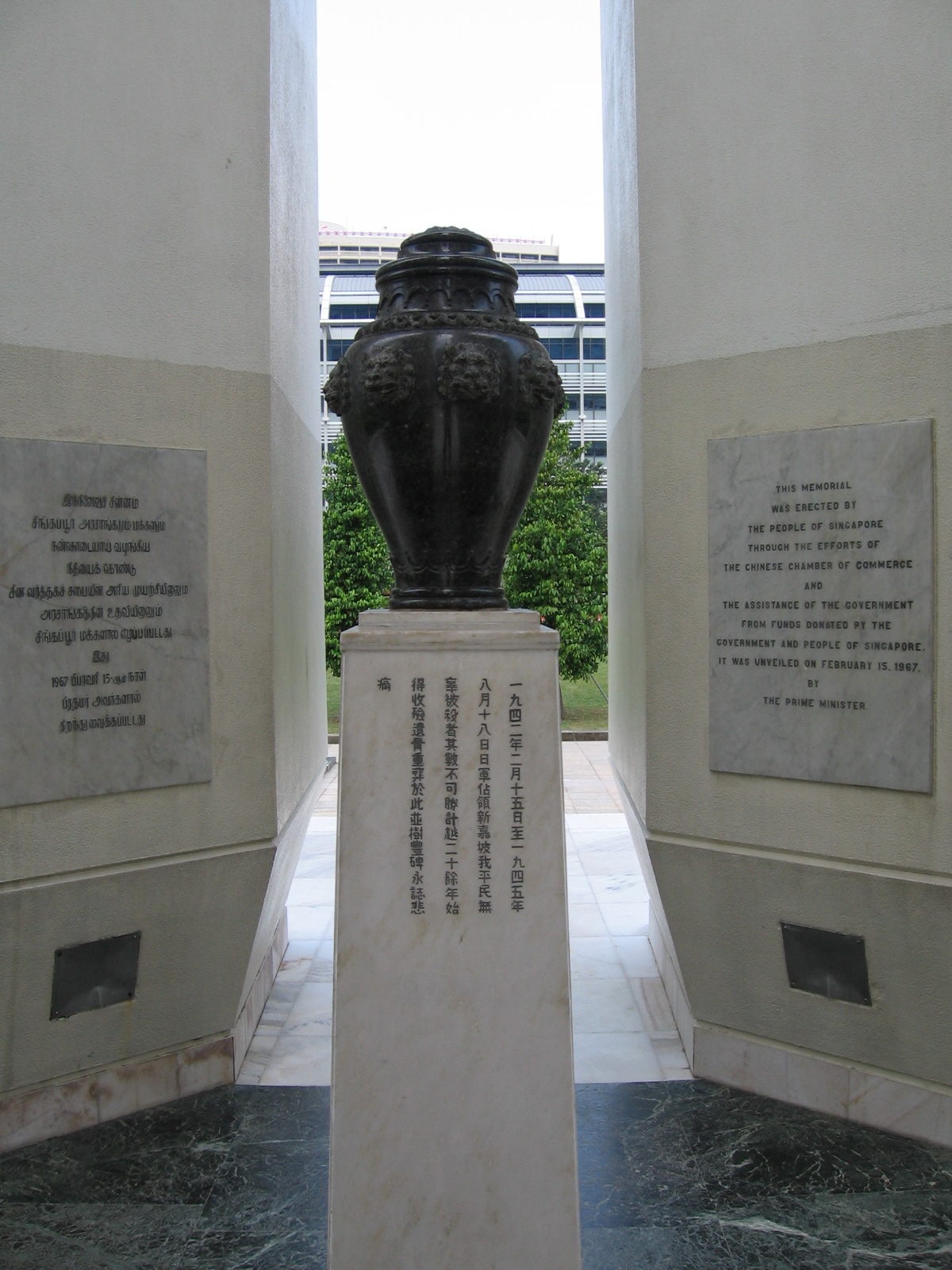
Urna z brązu pod filarami pomnika

Civilian War Memorial składa się z czterech równolegle wznoszących się filarów o wysokości 67,4 metra. Symbolizują one cztery największe grupy etniczne zamieszkujące miasto-państwo: Chińczyków, Malajów, Hindusów i Euroazjatów. Są złączone u podstawy, co ma symbolizować narodową jedność. Ze względu na ich charakterystyczny kształt mieszkańcy miasta nazywają je kolokwialnie „pałeczkami” (ang. Chopsticks).
Pod pomnikiem znajduje się krypta grobowa. 1 listopada 1966 roku, a więc jeszcze przed oficjalnym odsłonięciem pomnika, umieszczono w niej 600 urn ze szczątkami ofiar sook ching, które ekshumowano z blisko stu mogił odkrytych w latach 1962–1966 (według innego źródła urn było 606). Na powierzchni, na podwyższeniu pod czterema filarami pomnika, znajduje się duża urna z brązu, przypominająca, że pod pomnikiem pochowano ofiary japońskich zbrodni.
U podstawy pomnika zamieszczono napis w językach angielskim, standardowym mandaryńskim, malajskim i tamilskim o treści:

Pomnik cywilnych ofiar japońskiej okupacji 1942–1945.

Co roku 15 lutego, w rocznicę kapitulacji Singapuru, przy pomniku odbywają się uroczystości upamiętniające ofiary wojny.